# Cytaea haematica
Cytaea haematica är en spindelart som beskrevs av Simon 1902. Cytaea haematica ingår i släktet Cytaea och familjen hoppspindlar. Inga underarter finns listade i Catalogue of Life.